# Say Yes (The Walking Dead)
Bản mẫu:Thông tin truyền hình episode
Say Yes là tập thứ mười hai trong Phần 7 của series phim truyền hình The Walking Dead. Tập phim được phát sóng trên kênh AMC của Mỹ vào ngày 5 tháng 3 năm 2017. Khi phát sóng tại Mỹ, tập phim đã được 10,16 triệu người xem trong đó có 4,7 triệu người từ 18-49 tuổi.

## Nội dung tập
Sau hai ngày ra ngoài tìm đồ, Rick và Michonne chỉ kiếm được 2 khẩu súng, một ít đồ ăn và quần áo. Khi đang đi giữa rừng, họ tình cờ nhìn thấy có 2 thành viên The Saviors đang chơi golf tại một cánh đồng gần đó. Rick liền trộm những cục pin của chúng để lắp vào chiếc bộ đàm mà mình có. Sau khi cả hai cùng lên xe, mặc dù Michonne nghĩ rằng họ nên trở về nhà, Rick liền thuyết phục cô đi kiếm thêm đồ trong một ngày rưỡi nữa.
Tại Alexandria, Tara định đến giúp Rosita tháo chỉ khâu khỏi vết thương trên mặt nhưng thấy cô ấy đã tự tay làm xong việc đó. Rosita biểu lộ sự thiếu kiên nhẫn và nôn nóng muốn triệt hạ The Saviors càng sớm càng tốt. Cô ấy bảo mình không muốn chờ đợi thêm nữa và xách ba lô rời khỏi cộng đồng để tìm súng.
Khi đang dừng xe nghỉ trong rừng, Michonne phát hiện ra một con nai gần đó. Cô quay vào xe lấy súng định bắn nó nhưng thấy nó đã biến mất. Rick bèn bảo rằng anh vẫn còn nợ cô một con nai bị The Saviors tịch thu trước đây, lúc mà họ đang ở ngoài cổng Alexandria.
Lát sau, Rick và Michonne phát hiện và lại gần một trường học bỏ hoang với hàng rào bao quanh. Họ gây tiếng động tại hàng rào và thu hút được một xác sống mặc đồng phục quân đội. Sau khi giết được nó và lấy được khẩu súng trên người con walker, Rick nhìn thấy nhiều vỏ đạn dưới đất và cho rằng họ sẽ tìm được thấy một lượng súng không nhỏ tại đây.
Rosita đang đi một mình bên ngoài thì nhìn thấy một khẩu súng trước cửa của một căn nhà. Sau khi giết một xác sống tấn công mình, cô phát hiện rằng đó chỉ là một khẩu súng đồ chơi và tức tối quăng nó đi.
Rick và Michonne trèo lên nóc của ngôi trường để quan sát xung quanh. Họ nhìn thấy có rất nhiều xác sống từng là lính quân đội đang lảng vảng ở sân trường. Tất cả chúng vẫn đang đeo súng trên người. Khi cả hai đang vui mừng vì đã tìm được số lượng vũ khí cần thiết, trần nhà mà Rick & Michonne đang đứng ở trên bất ngờ bị sụp, khiến họ bị rơi xuống dưới. Thật tình cờ là ngay bên dưới đã có sẵn một chiếc giường đỡ lấy họ, khiến cả hai bật cười vì không ngờ họ lại liên tiếp gặp may đến vậy. May mắn thậm chí còn mỉm cười với họ hơn nữa, khi mà căn phòng họ đang ở trong lại chính là kho nhu yếu phẩm dồi dào với số lượng lớn.
Sau một ngày ra ngoài nhưng không tìm được gì, Rosita trở về Alexandria và tới nhà thờ gặp cha xứ Gabriel. Cô chỉ trích ông vì trước đó đã khuyên nhủ mình không nên giết Negan dù đã có súng và đạn trong tay, khiến dẫn đến nhiều hệ lụy mà lẽ ra đã có thể ngăn chặn được như cái chết của Spencer & Olivia cũng như Eugene bị bắt đi. Gabriel bình tĩnh trả lời rằng ông vẫn bảo lưu quan điểm của mình về việc cả nhóm vẫn cần Rosita trong cuộc chiến sắp tới.
Rick và Michonne mở những thùng đồ mà họ vừa tìm được và bắt đầu ăn tối. Họ bàn về việc ngày mai sẽ ra ngoài lấy số súng và mang chúng về cho nhóm The Scavengers, những người sống ở bãi rác mà họ vừa đạt được thỏa thuận hợp tác cùng chiến đấu lại kẻ địch. Khi nói về việc ai sẽ là người dẫn dắt liên minh các cộng đồng sau khi cuộc chiến tranh kết thúc, Michonne cho rằng Rick là người đủ tố chất để đảm nhận vai trò này. Tuy nhiên, anh đáp rằng mình muốn cùng với cô làm việc đó. Đêm đến, trong khi Michonne ngủ say, Rick lại ngồi lặng thinh và thao thức.
Sáng hôm sau, khi đang ngồi trông bé Judith, Tara vờ như mình đang tâm sự với một người bạn và bày tỏ sự đắn đo về bí mật mà mình biết về cộng đồng Oceanside. Cô nửa muốn nói cho những người khác biết về số súng ở đó, nửa muốn giữ lời thề với Cyndie và không muốn khiến họ bị liên lụy.
Rick và Michonne bắt đầu đi ra sân trường để bàn kế hoạch dọn dẹp đám xác sống. Họ định bịt phần hổng của hàng rào lại để ngăn những walker bên ngoài tràn vào trong nhằm thuận tiện cho việc giết chúng hơn. Khi cả hai đang cùng đẩy một chiếc xe đến chỗ cần bịt, hàng loạt tràng súng bỗng xả về phía họ. Gần đó là một con walker đeo súng trên vai đang bị mắc kẹt trong các thanh sắt, cò súng bị chèn đã khiến đạn bắn ra liên tục. Kế hoạch của họ đã thất bại khi tiếng súng thu hút rất nhiều xác sống xung quanh tiến tới, đồng thời phanh của chiếc xe bị hỏng đã khiến nó trượt tự do qua phần hổng cần bịt.
Tiếp theo đó, Rick và Michonne cùng thoát khỏi chiếc xe bị đám walker bao vây. Họ tách ra để xử lý chúng. Rick chợt trông thấy một con nai gần đó và trèo lên một vòng đu quay để có thể bắn nó. Tuy nhiên, anh đã bị ngã xuống bầy walker bên dưới. Khi Michonne hoảng hốt chạy đến, nhìn thấy đám xác sống đang vây kín lại ăn thịt con hươu, cô đã tưởng rằng đó là Rick. Trong lúc Michonne đánh rơi thanh kiếm và khuôn mặt lộ rõ vẻ tuyệt vọng, Rick chui ra từ chỗ nấp và bắt đầu giết những con walker, đồng thời ném lại cây kiếm cho cô. Sau khi đã tiêu diệt hết chúng, họ ôm chặt lấy nhau.
Lát sau, trong lúc đang thu thập súng, Rick thấy Michonne đang khóc một mình. Trên đường trở về Alexandria, thấy cô ngồi lặng thinh, Rick đã dừng xe lại bên đường và bảo rằng chuyện họ mất đi những người thương yêu trong cuộc chiến sắp tới với Negan là điều tất yếu sẽ xảy ra. Giờ đây bản thân họ không còn quan trọng nữa, mà chính là tương lai tươi sáng mà họ đang cố hướng tới. Rick thậm chí còn nhờ Michonne dẫn dắt cả nhóm thay mình nếu anh không sống sót qua cuộc chiến này.
Trở về nhà, nhóm Rick mang tổng cộng 63 khẩu súng vừa kiếm được tới chỗ của The Scavengers. Tuy nhiên, Jadis nói rằng nhóm của cô ta cần tới gấp đôi số súng này. Sau một hồi đôi co với Jadis, Rick cũng buộc được cô ta đồng ý cho nhóm anh giữ lại 20 khẩu để tiếp tục đi tìm thêm súng.
Quay về Alexandria, khi đang đi tìm Rosita, Rick được Tara bảo rằng cô ấy có chuyện muốn nói với anh.
Trong khi đó, Rosita vừa tới Hilltop gặp Sasha để nhờ cô ấy cùng mình đi ám sát Negan. Sasha bèn đồng ý với điều kiện cô ấy sẽ phải là người đích thân bắn chết hắn. Vừa đưa cho Sasha một khẩu súng bắn tỉa, Rosita vừa bảo rằng cô ấy đã ghi nhớ những mô tả về bên trong căn cứ của The Saviors qua lời kể của Daryl và Carl. Sasha tiếp lời rằng mình cũng đã được Jesus vẽ cho một tấm bản đồ về địa hình bên ngoài nơi đó. Hai cô gái đều xác định rằng nhiệm vụ này khả năng cao sẽ dẫn đến cái chết của họ, và Rosita nhấn mạnh: "Đây sẽ là chiếc vé một chiều cho cả hai chúng ta".

## Diễn viên

### Diễn viên chính
- Andrew Lincoln vai Rick Grimes
- Norman Reedus vai Daryl Dixon*
- Lauren Cohan vai Maggie Rhee*
- Chandler Riggs vai Carl Grimes*
- Danai Gurira vai Michonne
- Melissa McBride vai Carol Peletier*
- Lennie James vai Morgan Jones*
- Sonequa Martin-Green vai Sasha Williams
- Alanna Masterson vai Tara Chambler
- Josh McDermitt vai Eugene Porter*
- Christian Serratos vai Rosita Espinosa
- Jeffrey Dean Morgan vai Negan*
- Seth Gilliam vai Gabriel Stokes
- Ross Marquand vai Aaron*
- Austin Amelio vai Dwight*
- Tom Payne vai Paul Rovia*
- Xander Berkeley vai Gregory*

### Diễn viên định kỳ
- Pollyanna McIntosh vai Jadis
- Thomas Francis Murphy vai Brion

*Không xuất hiện trong tập này

### Các diễn viên phụ khác
- Sabrina Gennarino vai Tamiel
- Chloe & Sophie Garcia-Frizzi vai Judith Grimes

## Cái chết trong tập
- Một con hươu

## Đánh giá
"Say Yes" nhận được phản hồi tốt từ giới phê bình, với 76% trong số 29 bài đánh giá trên trang Rotten Tomatoes mang tính tích cực. Các nhà phê bình đánh giá cao việc phát triển tâm lý và mối quan hệ giữa cặp đôi Rick và Michonne, điều mà khá lâu rồi khán giả chưa được thấy. Mặc dù vậy, một số chuyên gia cho rằng mạch truyện của tập chậm hơn mức cần thiết và lẽ ra đã có thể gói gọn trong thời lượng chỉ một nửa để dành thời gian cho những tuyến truyện khác.
Một điểm đặc biệt bị chỉ trích nữa là hình ảnh con nai dựng bởi kỹ xảo CGI bị cho là "giả tạo một cách lộ liễu", thậm chí còn bị coi là "thảm họa" hơn cả CGI trong cảnh Rick đứng trên đỉnh bãi rác trong tập "New Best Friends".

## Lỗi phim
- Khi Michonne đứng trên nóc của ngôi trường và bắn vài phát súng, không hề có bất kỳ xác sống nào gần đó bị thu hút bởi tiếng súng của cô. Điều này là không hợp lý với những gì đã từng được thấy trong phim trước đây, khi mà xác sống rất dễ bị thu hút bởi những âm thanh lớn.